# Günther Becker (Komponist)
Günther Becker (* 1. April 1924 in Forbach, Schwarzwald; † 24. Januar 2007 in Bad Lippspringe) war ein deutscher Komponist.

## Leben
Günther Becker wurde am 1. April 1924 in Forbach geboren. Vermutlich seinem Vater, der Angestellter im Badenwerk, dem regionalen Elektrizitätsversorger, und Mitglied eines Männergesangvereins war, verdankt er frühzeitig eine Hinwendung zur Musik. Bereits im Alter von 12 Jahren schrieb Becker erste Stücke, wie z. B. ein nicht mehr erhalten gebliebenes Menuett in B-Dur.
Nach Kriegsdienst im Zweiten Weltkrieg in Russland und Italien und amerikanischer Kriegsgefangenschaft kam Günther Becker nach anfänglichem Kapellmeisterstudium bei Gerhard Nestler an der Badischen Hochschule für Musik in Karlsruhe (1946–1949) in den Genuss von privatem Kompositionsunterricht bei Wolfgang Fortner (mit Beginn im Winter 1948/49), zunächst in der Villa Braunbehrens im Kohlhof bei Heidelberg. Später folgte er Fortner an die Nordwestdeutsche Musikakademie in Detmold, der heutigen Hochschule für Musik Detmold. Dort studierte er bei Fortner Komposition (bis 1956) und bei Kurt Thomas Chorleitung (1953–1955). 1955 legte Becker das Examen in Chorleitung, 1956 die Examina für Musiktheorie und Komposition dort ab.
Nach dem Studium ging Becker für zwölf Jahre (1956–1968) nach Griechenland, wo er u. a. Musikerzieher des damaligen Kronprinzen und späteren Königs Konstantin II. an der Greek National School Anavryta, einer Internatsschule nach den Grundsätzen der Schule Schloss Salem, in einem Vorort von Athen war. Später unterrichtete Becker dann am Dörpfeld-Gymnasium in Athen und war Musikreferent und Chorleiter des Goethe-Instituts Athen. Becker gründete das Studio des Goethe-Instituts für Neue Musik Athen. Während dieser Zeit blieb er Deutschland vor allem durch mehrfache Dozententätigkeiten bei den Internationalen Darmstädter Ferienkursen für Neue Musik (Komposition, Instrumentation und Live-Elektronik) verbunden.
1968 kehrte Becker nach dem Militärputsch in Griechenland, bei dem einige seiner Freunde und Kollegen aus dem Land getrieben oder verhaftet worden waren, als freischaffender Komponist nach Deutschland zurück, gründete bereits 1969 die MHz geschriebene Gruppe „Mega-Hertz“ und unterrichtete von 1973 bis 1989 zunächst als Dozent und dann nach einem Jahr (ab 1974) als Professor für Komposition und Live-Elektronik – ein Novum in der Bundesrepublik Deutschland – an der Robert Schumann Hochschule für Musik in Düsseldorf.
Nach Beendigung seiner Lehrverpflichtungen 1989 war Becker als freischaffender Komponist tätig und lebte noch einige Jahre in Düsseldorf, bevor er seinen Alterssitz nach Bad Lippspringe verlegte.
1965 zum Ehrenmitglied der griechischen Sektion der Internationalen Gesellschaft für Neue Musik (IGNM) bestimmt, war Günther Becker 1971–74 Präsident der deutschen Sektion der Internationalen Gesellschaft für Neue Musik. Zwei Stücke von Becker, „Transformationen“ (1970) und „Tria paidiá Voliótika“ (1980) wurden auf dem Weltmusikfest der IGNM, dem Warschauer Herbst, aufgeführt. 1969 erhielt er den Preis der Juventudes Musicales Madrid.
Als Komponist schuf er ein umfangreiches Œuvre, das alle Spielarten der Musik umfasst. Zu den Hauptwerken zählen stabil-instabil (1965), Magnum Mysterium – Zeugenaussagen zur Auferstehung (1979/80), Nacht- und Traumgesänge (1964), Attitude (1972/73) und das Konzert für elektronisch modulierte Oboe und Orchester (1973). Platten und CDs erschienen bei Philips und Cybele, die Werke wurden u. a. bei Breitkopf & Härtel, Edition Zimmermann, Peters, Gerig und Gravis verlegt.
Als Pädagoge versammelte Becker bald wie sein Lehrer Fortner eine große, internationale Schar von Schülern um sich.

## Werke
- „Vier Bagatellen“ für Klavier zu zwei Händen, 1954 (Breitkopf & Härtel). Uraufführung (UA) 9. März 1962 in Athen
- „Drei Madrigale“ für 3-stimmigen Chor a cappella nach Gedichten von George Forrestier, 1955
- „Missa Brevis“ für 3-stimmigen Chor a cappella, 1955
- „Drei Inventionen“ für Flöte solo, 1957 (Edition Gamma). UA 9. März 1962 in Athen
- „Inventiones“ – Exordium, Cantus, Variatio, Conclusio – (1959/60) für Kammerensemble, 18 Spieler (Edition Gravis). UA 28. August 1999 Tonhalle Düsseldorf. Ensemble Notabu
- „Dialogos“ für Violoncello und Klavier, 1961. UA 8. Dezember 2006 in Düsseldorf
- „Vier Epigramme“ für Bariton und Kammerensemble, 1961 (Edition Peters). UA 18. Juli 1962 bei den Internationalen Darmstädter Ferienkursen für Neue Musik, in Darmstadt
- „Trio“ für Violine, Viola und Violoncello (1961). UA 15. November 2006 Düsseldorf
- „Game for nine“ für Kammerensemble, 1962 (Breitkopf & Härtel). UA 1. April 1964 in Athen
- „Diaglyphen alpha-beta-gamma“ für Kammerorchester, 1962 (Edition Peters). Kompositionsauftrag des Hessischen Rundfunks Frankfurt. UA 24. Juli 1963 bei den Internationalen Darmstädter Ferienkursen für Neue Musik, in Darmstadt
- „Con buen ayre“, Duplum für Flöte und Gitarre, 1962 (Edition Gamma). UA 25. Januar 1963 beim Norddeutschen Rundfunk, Sendestelle Hannover
- „I. Streichquartett“, 1963 (Breitkopf & Härtel). UA 17. Juli 1964 durch das Parrenin-Quartett Paris bei den Internationalen Darmstädter Ferienkursen für Neue Musik, in Darmstadt
- „Nacht- und Traumgesänge“ nach Gedichten von Odysseas Elytis für gemischten Chor und Orchester, 1964 (Breitkopf & Härtel). UA 16. Februar 1965 „das neue werk“ des Norddeutschen Rundfunks Hamburg
- „Moirologi“ für hohe Frauenstimme, Klarinette in Es, Klarinette in B, Bassklarinette in B und Harfe, 1964 (Edition Gamma). UA 25. Juli 1965 bei den Internationalen Darmstädter Ferienkursen für Neue Musik, in Darmstadt
- „Metathesis“ für Gitarre solo, 1964. UA 7. März 1965 in Tokio
- „Drei Phasen“ für Klavier zu zwei Händen, 1965 (Breitkopf & Härtel). UA 25. November 1966 im Studio für Neue Musik in München
- „stabil - instabil“ für großes Orchester, 1965 (Breitkopf & Härtel). UA 28. Oktober 1966 „Musik der Zeit“ des Westdeutschen Rundfunks Köln
- „Correspondances I“ für kleine Klarinette in Es, Klarinette in B, Bassklarinette in B, Altsaxophon in Es und Kammerorchester, 1966 (Breitkopf & Härtel). Kompositionsauftrag des Südwestfunks Baden-Baden. UA 22. Oktober 1966 bei den Tagen zeitgenössischer Tonkunst in Donaueschingen
- „Rigolo“ für hohe Stimme, fünf Instrumente und Tonband, 1966 (Breitkopf & Härtel). Kompositionsauftrag der Deutschen Bibliothek Rom. UA 27. Februar 1967 in Athen
- „Griechenland-Suite“ für Singstimme und Gitarre, 1966
- „II. Streichquartett“, 1967 (Breitkopf & Härtel). Kompositionsauftrag der Stadt Darmstadt. UA 31. August 1967 durch das Parrenin-Quartett Paris bei den Internationalen Darmstädter Ferienkursen für Neue Musik, in Darmstadt
- „Drei Männerchöre“ nach griechischen Volksweisen, 1967
- „Griechische Tanzsuite“ für Zupforchester, 1967 (Breitkopf & Härtel). Kompositionsauftrag des Saarländischen Rundfunks Saarbrücken. UA 29. August 1967 in Saarbrücken
- „Serpentinata“ für Bläserquintett, 1968 (Breitkopf & Härtel). Kompositionsauftrag von Radio Bremen. UA 4. Mai 1968 „Musica nova“ Radio Bremen durch das Danzi-Quintett, Amsterdam
- „Caprices concertants“ für Mandoline, Mandola, Gitarre und Zupforchester, 1968 (Breitkopf & Härtel). Kompositionsauftrag des Saarländischen Rundfunks Saarbrücken. UA 18. Mai 1969 in Hannover
- „Aphierosis“ für Violoncello und Klavier, 1968 (Breitkopf & Härtel). Kompositionsauftrag der Ford-Foundation, USA. UA 17. Dezember 1968 in Athen durch Siegfried Palm, Violoncello, und Aloys Kontarsky, Klavier
- „Correspondances II“ für Kammerensemble, 1968/69 (Breitkopf & Härtel). Kompositionsauftrag aus dem damaligen Jugoslawien. UA 8. Mai 1969 bei der Musikbiennale Zagreb
- „Meteoron“ für elektronisch verarbeitete Klänge, Orgel und Schlagzeug, 1969 (Breitkopf & Härtel). Kompositionsauftrag der Kantorei an St. Martin, Kassel. UA 10. April 1969 „3. Woche für geistliche Musik der Gegenwart“ in Kassel
- „Schnickschnack“, Audiovision für Kontrabass mit Kontaktmikrofon und verschiedene Modulationsgeräte, vierkanaliges Tonband, Diaprojektoren und Lichtenvironment, 1969 – zurückgezogen
- „Correspondances III“ für elektronisch gesteuerte Streichinstrumente, 1969 (Breitkopf & Härtel). UA 7. Juni 1968 „musica nova“ des Bayerischen Rundfunks, Sendestelle Nürnberg
- „Scanning“ für Blechbläserquintett und zweikanaliges Tonband, 1969/70 (Edition Gamma). Kompositionsauftrag der Stadt Witten/Ruhr. UA 25. April 1970 „Wittener Tage für Neue Kammermusik“ in Witten durch das American Brass Quintett, New York
- „Transformationen“ für Orchester, Solistenensemble mit Kontaktmikrofonen, Verstärkern, verschiedenen Klangerzeugern und Tonband, 1970 (Breitkopf & Härtel). Kompositionsauftrag des Westdeutschen Rundfunks Köln. UA 24. September 1970 „Warschauer Herbst“
- „Studie über einen Akkord“ für Klavier zu zwei Händen, 1970 (Breitkopf & Härtel). Herausgegeben von Alfons Kontarsky. In: Pro Musica Nova. Studien zum Spielen Neuer Musik für Klavier
- „Studie zu Aphierosis“ für Violoncello solo, 1970 (Breitkopf & Härtel). Herausgegeben von Siegfried Palm. In: Pro Musica Nova. Studien zum Spielen Neuer Musik für Violoncello
- „Hz“, Studie für Oboe mit Mikrofonen, elektrischen Modulationsgeräten und Lautsprecher, 1970 (Breitkopf & Härtel). Herausgegeben von Heinz Holliger. In: Pro Musica Nova. Studien zum Spielen Neuer Musik für Oboe
- „Disposition X“, Akustisch-optische Ereignisse für Live-elektronisches Ensemble, Tänzerin, Projektoren, Filme und Environment, 1970 – zurückgezogen
- „Aktionen für Tänzer“, ein live-elektronisches Ballett, 1971 (Breitkopf & Härtel). Kompositionsauftrag der Städtischen Bühnen Wuppertal. UA 12. Juni 1971 in Wuppertal im Rahmen der URBS 1971
- „Serie 8“ für live-elektronisches Solistenensemble und Tonband, 1972 (Breitkopf & Härtel). UA 1. September 1972 bei der Olympiade München
- „Apeiron“ für zehn Chorgruppen mit Mikrofonen und Regler, live-elektronisches Ensemble und vierkanaliges Tonband, 1972 (Breitkopf & Härtel). UA 26. September 1972 „das neue werk“ des Norddeutschen Rundfunks Hamburg
- „Vier Gesänge“ nach Gedichten von Bertolt Brecht für Bariton und Klavier, 1972 (Breitkopf & Härtel). UA 10. Januar 1973 „Studio für Neue Musik“, München
- „Attitude“ für Orchester, 1972/73 (Breitkopf & Härtel). Kompositionsauftrag der Stadt Bonn. UA 4. Juni 1973 Beethovenhalle in Bonn
- „Con buen ayre“, Version für Oboe und Gitarre, 1973 (Edition Gamma). UA Oktober 1973 Villa Hügel in Essen
- „Ferrophonie“ für elektronisch modulierte Stahlklänge, 1973 (Selbstverlag). Kompositionsauftrag der Klöckner-Werke AG, Duisburg, für die Industriemesses 1973 in Hannover. UA 26. April 1973 in Hannover
- „Paraphrase“. Fassung von „Correspondances II“ für Sologitarre und Streichquartett, 1973 (Breitkopf & Härtel). UA 13. September 1981 in Ingolstadt
- „Mikrografien“ für Klavier zu zwei Händen, 1973 (Breitkopf & Härtel). Herausgegeben von Rudolf Lück. In: „Neue deutsche Klaviermusik, BRD“
- „Konzert für elektronisch modulierte Oboe und Orchester“, 1973 (Breitkopf & Härtel). UA 5. April 1974 „musica viva“ des Bayerischen Rundfunks München
- „à la mémoire de Josquin“ für Orgel solo, 1974 (Breitkopf & Härtel). Kompositionsauftrag der Kantorei an St. Martin, Kassel. UA 3. April 1975 „6. Woche für geistliche Musik der Gegenwart“ in Kassel
- „Anklänge“ für Flöte, Violine, Violoncello, Klavier/Celesta und Schlagzeug, 1975 (Breitkopf & Härtel). UA 14. November 1975 in Detmold
- „Passagen“ für Sprachklänge, Tasteninstrumente, Schlagzeug und elektronische Modulationsgeräte, 1975/76 (Breitkopf & Härtel). Kompositionsauftrag des Westdeutschen Rundfunks Köln. UA 13. Juni 1976 „Musik der zeit“ des Westdeutschen Rundfunks Köln
- „Epiklesis Alpha“ für Kammerensemble und zweikanaliges Tonband, 1976. UA 16. Januar 1977 „musica viva“ des Bayerischen Rundfunks München
- „Divertissements“ für Gitarre solo, 1977 (Breitkopf & Härtel). UA 21. Februar 1977 „Studio für Neue Musik“, Münster/Westfalen
- „Tricinia“ für Flöte (Piccolo), Oboe (Englisch Horn) und Klarinette (Bassklarinette), 1977/78 (Edition Gamma). UA 7. November 1978 in „drei x neu“-Reihe, Düsseldorf
- „Con buen ayre“, Duplum für 2 Gitarren, 1978 (Edition Gamma)
- „Ihre Bosheit wird die ganze Erde zu einer Wüste machen“ (Buch der Weisheit 5,23). Geistliches Konzert in vier Teilen für Sprecher, Altstimme, gemischten Chor, Orgel, Instrumentalensemble und Tonband, 1978 (Breitkopf & Härtel). UA 14. Februar 1979 am Robert-Schumann-Institut Düsseldorf
- daraus Einzelausgabe „Drei kleine Orgelstücke“, Meditation I, Litanei, Meditation II (Breitkopf & Härtel)
- „Aus Alpbachs Hain und Flur“, Elektronische Studie über Geradflügler, 1978
- „Fragmente aus 'Hymnen an die Nacht'“ von Novalis für Contratenor, Tenor und Bassbariton, 1979 (Breitkopf & Härtel). UA 30. Mai 1979, Radio Basel/Schweiz
- „Magnum Mysterium - Zeugenaussagen zur Auferstehung“ für Sprecher, gemischten Chor, Favoritchor, Orgel, Holz- und Blechbläser, Schlagzeug und Tonband, 1978/79 (Breitkopf & Härtel). Kompositionsauftrag der Evangelischen Kirche im Rheinland. UA 4. Mai 1980 Johanneskirche Düsseldorf
- „Tria paidiá Voliótika“ für Klarinette, Violoncello, Posaune und Klavier, 1980 (Breitkopf & Härtel): UA 23. September 1980 Festival „Warschauer Herbst“
- „Quasi una fantasmagoria“. Szenen nach Robert Schumanns „Sphinxes“ für Bläsersextett, 1980 (Breitkopf & Härtel). Kompositionsauftrag der Düsseldorfer Symphoniker. UA 4. Mai 1981, Tonhalle Düsseldorf
- „Berlin - Die Sinfonie der Großstadt“, Bearbeitung von Edmund Meisels Filmmusik von 1927 für 2 Klaviere und Schlagzeug, 1980 (Ries&Erler). UA Berlinale 1982
- „Ariosi“ für Oboe, Englisch Horn, Klarinette, Bassklarinette, Vibraphon und Marimbaphon, 1982 (Breitkopf & Härtel). Kompositionsauftrag „Tage der Neuen Musik Hannover e. V.“ und „Musikalische Jugend e. V. Hannover“. UA 26. Januar 1983 „25. Tage der Neuen Musik“, Hannover
- „Parenthesen“, Studien über reintonale Mikrointervalle für Streichsextett, 1982 (Breitkopf & Härtel). UA 5. April 1983 „Studio Neue Musik“, Berlin
- „Linie, Zirkel, Kreis“ für fünf Solostimmen, 1982/83 nach Gedichten von Kurt Marti (Breitkopf & Härtel). UA 27. April 1984 durch das Collegium Vocale Köln bei „Wittener Tage für Neue Kammermusik“
- „Un poco giocoso“. Konzertante Szenen für Basstuba und Kammerensemble, 1983 (Breitkopf & Härtel). Kompositionsauftrag der Stadt Witten/Ruhr. UA 27. April 1984 „Wittener Tage für Neue Kammermusik“
- „Doppelte Ebenen“ für Violine und Viola, 1984/85 (Breitkopf & Härtel). UA 9. November 1985 III. Deutscher Bratschistentag, Düsseldorf
- „Reverenz 1985“, Musik zu Heinrich Heine für zwei Spieler, 1985 (Breitkopf & Härtel). UA 8. September 1985 Kunstpalast Düsseldorf anlässlich der Wanderausstellung „Heinrich Heine aus der Sicht niederländischer und deutscher Künstler“
- „Reflexe“ für Viola solo, 1986 (Breitkopf & Härtel). UA 5. April 1986 Amsterdam „International Viola Week“
- „Stravaganza“ für Violine Solo, 1986 (Breitkopf & Härtel). UA 20. Mai 1987 im 16. Zyklus „drei x neu“, Düsseldorf
- „Zeitspuren“ für zwei Klaviere, 1987/88 (Breitkopf & Härtel). UA 21. Mai 1988 Neanderkirche Düsseldorf „Rheinisches Musikfest des WDR 1988“
- „Hommage à Joseph Haydn“, III. Streichquartett mit obligatem Flexafon, 1988 (Breitkopf & Härtel). UA 28. Mai 1988 Tonhalle Düsseldorf
- „trivalent“ für Viola, Violoncello und Kontrabass, 1988 (Breitkopf & Härtel). UA 9. November 1988 in Cincinnati (USA)
- „Apochairetismós“ für Sprechstimme, Trompete und Posaune nach Texten von Francisco Tanzer, 1988 (Breitkopf & Härtel). UA 22. April 1989 „Wittener Tage für Neue Kammermusik“
- „Hard Times“, Multisounds für Fagott solo und 17 Instrumente, 1989/90 (Breitkopf & Härtel). UA 19. Januar 1990 Tonhalle Düsseldorf. Für Isang Yun
- „Over de Aarde en over de Haat“ (Von der Erde und von dem Haß) für Countertenor, Bassklarinette und Schlagzeug, 1990 (Breitkopf & Härtel). Kompositionsauftrag des holländischen Kunsthistorikers Willem van Lieshout nach einem Text von ter Bakst. UA 30. Dezember 1990 in Nimwegen/Niederlande
- „Oh, Mr. Dolby, what a terrible noise“, für Bassklarinette und computergesteuertes Tonband, 1991 (Breitkopf & Härtel). UA 27. Mai 1991 durch den holländischen Baßklarinettisten Harry Sparnaay
- „Psychogramme“ für Posaune, Tastenakkordeon und Schlagzeug, 1992 (Edition Gravis). Kompositionsauftrag der Stadt Düsseldorf. UA 21. November 1992 im Ibach-Saal Düsseldorf. Mitschnitt des WDR
- „In Modo Greco“, Konzertante Szenen für Gitarre solo und Zupforchester, 1992 (Edition Gravis). Kompositionsauftrag des Bundeszupforchesters. UA 13. Mai 1994 in Markneukirchen bei der Jahrestagung europäischer Zupforchester durch das Hessische Zupforchester, Solist Michael Tröster, Besetzung: Mandolinen I, Mandolinen II, Mandolen, Gitarren, Kontrabässe pizzicato
- „Interpolationen“ für Orgel, 1993 (Edition Gravis). UA 1. Oktober 1993 durch Werner Jacob, Sebalduskirche Nürnberg. Mitschnitt des Bayerischen Rundfunks, Studio Franken
- „Damals.... nach dem Grauen“, Reflexionen eines Zeitzeugen für Sprecher und größeres Kammerensemble, nach Texten von Wolfgang Borchert, Erich Kästner und Kurt Tucholsky. Dazu auch eigene Texte. 1994/95 (Edition Gravis). UA 29. März 1995 Tonhalle Düsseldorf. Eine Antikriegskomposition
- „Dedikation“ für Bassklarinette und Vibraphon, 1995 (Edition Gravis). Dem DUO contemporain, Rotterdam, gewidmet. UA 4. Juli 1997 in Port Darwin (Australien)
- „Befindlichkeiten“ für Altsaxophon in Es, Violoncello und Klavier, 1997 (Edition Gravis). UA 12. Oktober 1997 beim Festival „Niederrheinischer Herbst“ in Wesel. Der dritte Satz konnte erst nach einer Woche Krankenhaus geschrieben werden. UA der Endfassung am 18. November 1998 im Hentrich-Saal der Tonhalle Düsseldorf durch das Ensemble Notabu, Leitung Mark-Andreas Schlingensiepen
- „Vier Studien“ für Gitarre solo, 1999
- „Once upon a time“ für Bassklarinette in B, 2000 (Edition Gravis). UA 18. November 2000 in Tutui/São Paulo (Brasilien), Solist Henrik Bok, Rotterdam
- „Schwebende Welten“, sechs Stücke für gemischten Chor a cappella, nach Gedichten von Rose Ausländer, 2002/03 (Edition Gravis). UA 28. März 2004, Matthäuskirche in Berlin, Ars-Nova-Chor Berlin, Leitung Peter Schwarz
- „Im Schallraum“ für solistisches Kammerensemble mit 21 Spielern, 2004 (Edition Gravis). UA 28. April 2004 Tonhalle Düsseldorf durch das Ensemble Notabu, Leitung Mark-Andreas Schlingensiepen